# Crying (píseň)
Crying je píseň skladatelů Roye Orbisona a Joe Melsona. Skladba, kterou interpretoval Roy Orbison, vyšla nejprve v roce 1961 na singlu Monument Records (s písní Candy Man na B straně), později na albu Crying. Píseň obdržela v roce 2002 cenu Grammy v kategorii Grammy Hall of Fame. V roce 2004 se umístila v žebříčku 500 nejlepších písní všech dob časopisu Rolling Stone na 69. místě. S touto písní také slavil úspěchy Don McLean.
Česká coververze
Pod názvem „Pláč“ s textem Zdeňka Borovce ji v roce 1981 natočil Karel Gott.